# JR四国1500形気動車
1500形気動車（1500がたきどうしゃ）は、四国旅客鉄道（JR四国）が2006年（平成18年）から2014年（平成26年）まで製作した一般形気動車である。

## 概要
JR移行で日本国有鉄道（国鉄）から承継し地域輸送に使用してきたキハ58系気動車など国鉄形気動車の老朽取替を目的として、JR四国が1000形気動車に引き続き製作した車両である。製造は新潟トランシスが、内外装のデザインは富士重工業系列のタグ・インターナショナル（現：富士テクノサービスTugデザイン事業部）が担当した。
環境保全を重視した「環境にやさしい車両」として、かつ、バリアフリーに配慮した車両として開発され、2006年（平成18年）から徳島地区を中心として地域輸送に使用されている。なお増備は2014年（平成26年）配置の8次車（1568・1569）で終了した。

## 構造
ここでは主に6次車までの構造について述べる。大幅な仕様変更がなされた7次車からの概要については後述。

### 車体
全長 21 m 級のステンレス製軽量構体で、運転台を両端に設けた両運転台式である。正面は鋼製で、中央に貫通路を設け、窓周り・行先表示部に黒色加工を施した意匠は211系電車や6000系電車に見られるスタイルだが、正面上部は貫通扉部を除き僅かに傾斜する。客室窓は横長の2段式で、上段のみ開閉可能である。外部塗色は前面鋼製部分が若葉色、前面窓部は周囲を黒色、窓直下部・貫通扉を緑色とし、前後の客用扉には緑色系統の縦帯を配する。車両に表示されている車両番号のフォントはSerpentineの太斜字を使用している。側面向かって左側の客用扉戸袋部に「すだち」を図案化したロゴマークを配する。車両番号は側面中央および正面右側の運転室窓直下に表記される。正面下部の排障器（スカート）は左右に分割され、縁部の丸め処理・上縁部が中央に向かい下降する円弧形状など、独特の形状をもつ。
客用扉は片開き式の引き戸を片側3か所に設け、扉の隣接部には開閉ボタン・ワンマン運転用の乗降口表示器を設ける。行先表示は側面の幕板部に方向幕を装備するが、2024年（令和6年）頃より、前面に設置されたものを含め、従来の幕式からLEDに交換された車両が登場している。
バリアフリー対応として、床面高さを1000形の1180 mmより80 mm低くした1100 mmとし、客用扉部のステップを廃するなど、駅ホームとの段差を縮小する配慮がなされる。客用扉にドアチャイムを設置するほか、室内には車いすスペース・車いす対応トイレを設ける。
冷房装置は集中式の AU720 形を屋根上に1基設置し、冷媒には代替フロン（R-407C）を用いている。
補助電源装置として3次車（1551 - ）以降は静止形インバータ（SIV）が搭載されている。これは従来エンジンから発電（圧縮着火機関による発電方式）していたものを発電装置として独立化させたもので、燃費効率をさらに高めている。

### 機器類
エンジンはコマツ製の直列6気筒ディーゼル機関 SA6D140HE-2（450PS）を1基搭載する。これはコモンレール方式の燃料噴射装置を搭載する機関で、同方式はJRグループ初の採用である。窒素酸化物（NOx）の排出量を約60 %削減（1000形比）可能とされ、環境負荷軽減に寄与する。液体変速機は直結4段式で、変速段→直結段の切替は車両速度に応じ自動的になされる。従来の1000形・2000系気動車より切替の速度域を低くしたほか、運転士が停車状態からフルノッチを投入しても、機関回転数の上昇を段階的・連続的な変化に抑制させる制御機構をもつ。
台車は円錐積層ゴムによる軸箱支持装置をもつボルスタレス台車 S-DT65形（動力台車、2軸駆動） S-TR65形（付随台車）を装着し、低車高対応のため台車側梁の中央部高さを下げている。枕ばねは空気ばね、基礎ブレーキ装置は踏面片押し式、牽引装置はZリンク式である。
ブレーキ装置は1000形と同様の電気指令式で、自動空気ブレーキのみ装備の国鉄形気動車（キハ58系など）とは併結使用ができない。併設する機関ブレーキ・排気ブレーキは従来形式より作動開始速度を引き上げ、機関ブレーキ投入時の制御方式を改良して排気ブレーキ初動時の黒煙発生を減少させている。

### 車内設備
室内は5000系電車と同様の転換クロスシートで、JR四国所有の気動車では初の採用である。客用扉隣接部には補助座席を設ける。内装材は8000系電車（リニューアル車）を踏襲した木目調のパネルを使用する。1 - 6次車は 2+2形式の転換クロスシートであるため1000形と比べ通路幅が狭く、後乗り前降りのワンマン運用時に混雑すると乗客の車内移動に困難をきたすことがある。7次車はロングシートと転換クロスシートの千鳥配置である。
ワンマン運転に対応し、整理券発行機・運賃表示器・運賃箱を設置する。諸機器は運転席のモニタ装置で連動設定が可能で、出発前の設定が1000形などに比べ大幅に簡素化された。運賃表示器はレシップ製のバス用流用品で、プラズマ式文字表示装置を省略するなど汎用品から一部仕様の変更がなされる。高徳線・牟岐線・徳島線を直通する広域のワンマン運用に対応するため、表示コマ数を増やして直通区間の全駅を表示可能としている。
運転台は視認性とメンテナンス性向上のため、JR四国では初となるタッチパネル式モニタ装置・時刻表掲示台の白色LED照明などの対応がなされる。マスコンハンドルは、5000系電車と同様の横軸ツインレバー型を採用する。

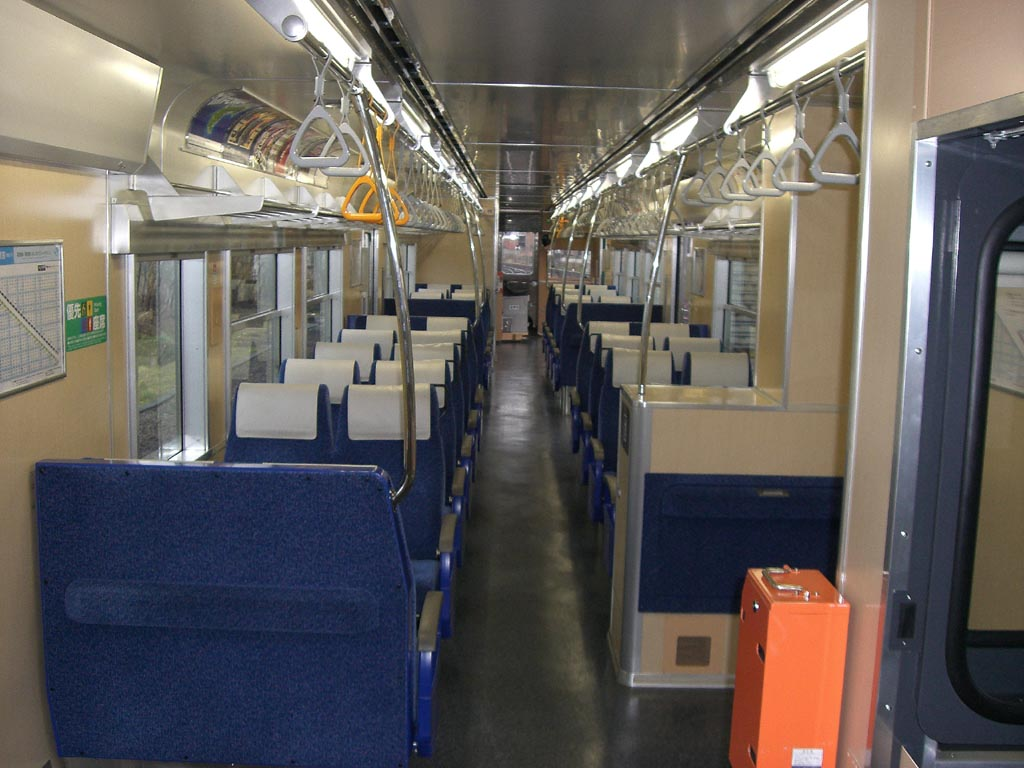
1500形の室内 （2007年3月25日 引田駅）

### その他
1000形との併結に対応しているが、本形式は電気連結器付き密着連結器を装備するため、実際の併結運用にあっては1000形の小型密着自動連結器を密着連結器に取り替える併結対応改造を要する。

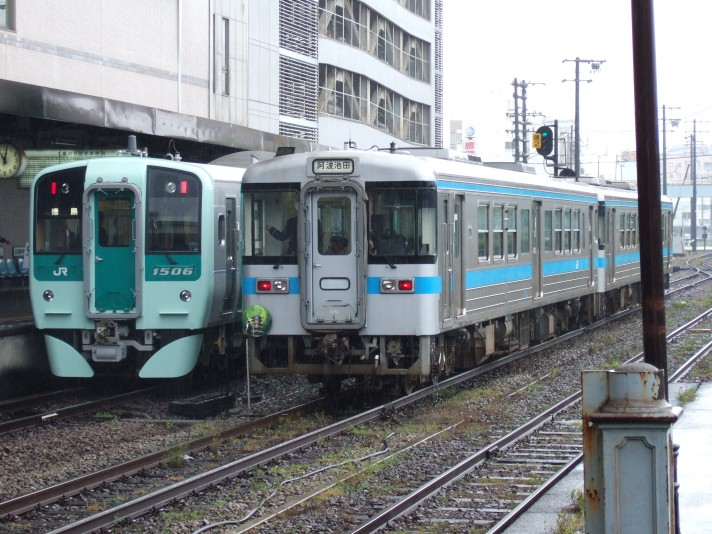
1500形（左）と1000形（右） 連結器の形状が異なる （2006年5月13日 徳島駅）
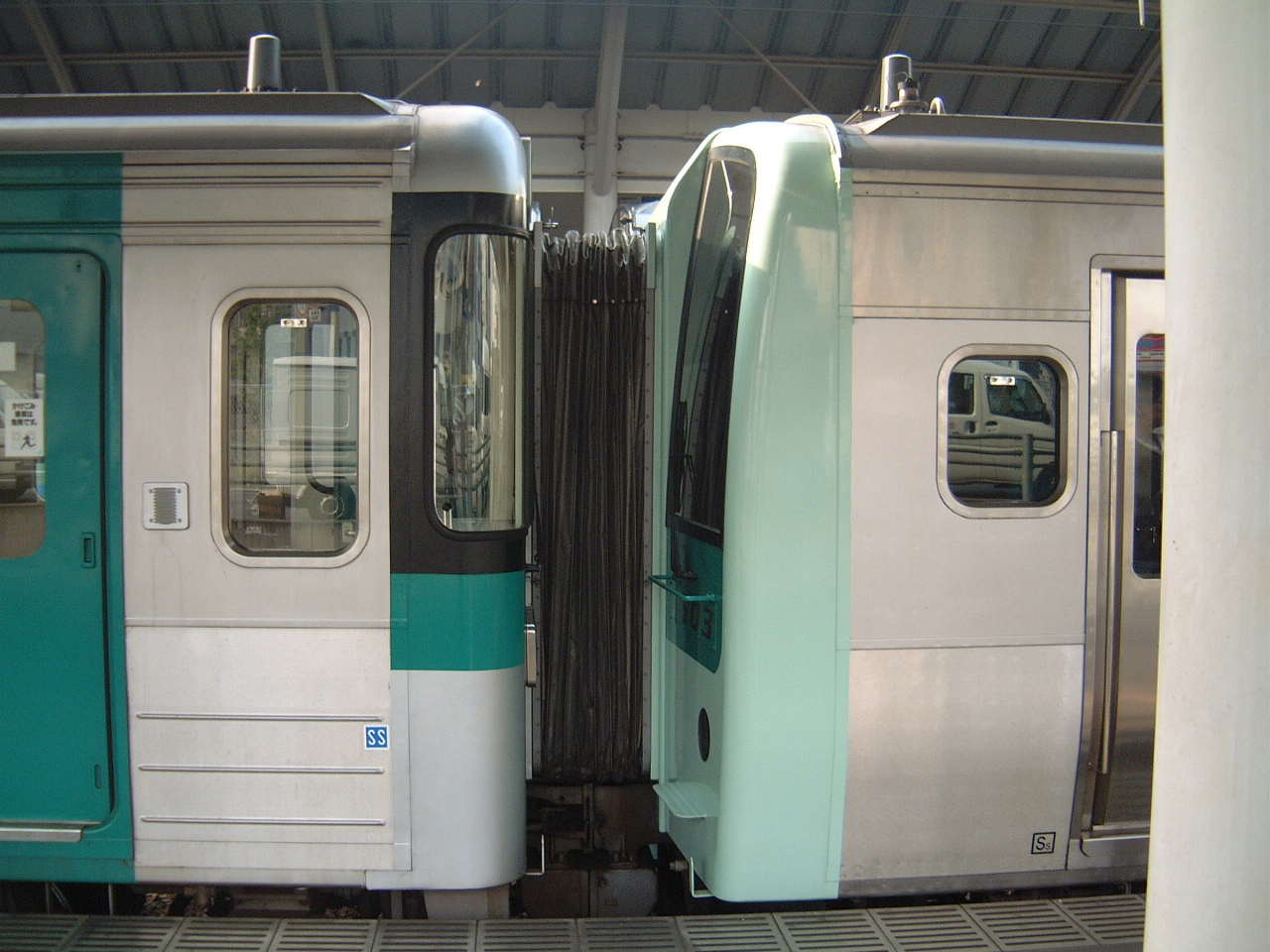
1200形との併結 （2007年5月3日）
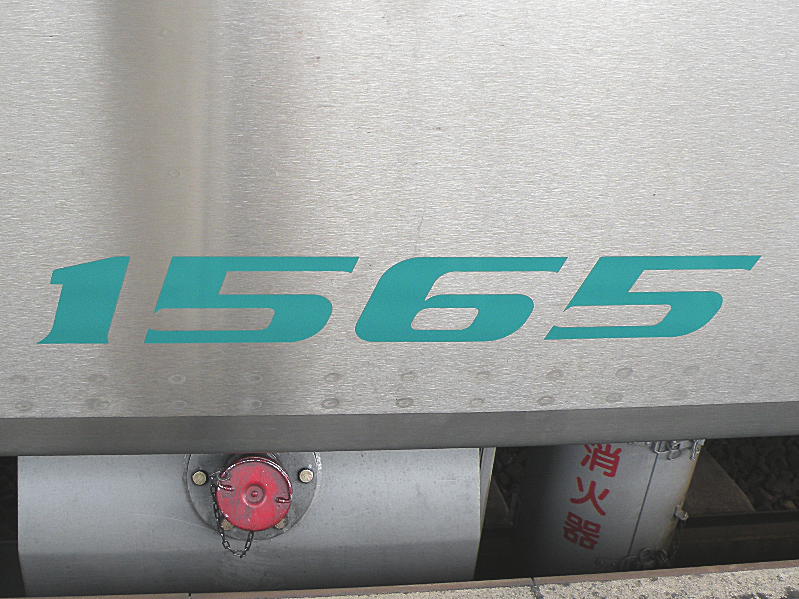
1500形の車番表示 （2012年4月8日）

## 形態区分
1次車
2006年（平成18年）に8両（1501 - 1508）が製作された。

2次車
2008年（平成20年）に7両（1509 - 1515）が製作された。
方向幕を貫通扉上部に設けたほか、細部の仕様が変更された。
2024年（令和6年）頃より、前面に設置されたものを含め、従来の幕式からLEDに交換された車両が登場している。

3次車
2009年（平成21年）に1両（1551）が製作された。
2次車までの続番ではなく、新たに50番台が振られている。スカートの配色や側面ロゴマークの変更など、細部が変更されている。

4次車
2010年（平成22年）に6両 (1552 - 1557) が製作された。
外部仕様は3次車に準じたものとなっているが、正面窓下ステップ取付位置の変更など細部が変更された。

5次車
2011年（平成23年）に6両（1558 - 1563）が製作された。
外部仕様は3次車および4次車に準じ、車番も続番となっている。

6次車
2012年（平成24年）に2両（1564・1565）が製作された。
名目上はN1500形として増備されたが、外部仕様は3 - 5次車に準じており、車番も続番となっている。

7次車
2013年に、内外装ともに大幅にリニューアルした7次車が、近畿車輛で2両（1566・1567）が製作された。これが近畿車輛製としてはキハ81 1 - 3以来、53年ぶりに製造された国内向け気動車となる。また、JR四国では7000系電車以来となる近畿車輛製の車両でもある。

外観
基本的な構造は変わらないものの、車両正面においては全体的な形状が変更され、6次車までのもつイメージを継承しながらも、先進性を表す翼状の傾斜面を前面窓の下部に配すように変更し、この傾斜面をより引き立たせるために前面窓ガラスを平面とし、より洗練された造型としている。また従来、若葉色をベース色としていた鋼製部分もアルミに近似の銀色塗装となり、車体配色等もターコイズ系の塗装になるなど大幅に異なっている。スカートの形状や前面窓の形状も変更され、車両番号が正面に向かって右側の排障器に表記された他、新たに「SHIKOKU RAILWAY COMPANY」という社名標記が、車両正面及び車両側面に加えられている。
車両側面ではロゴマークが変更された上でやや下寄りに「Ecology Diesel Train 1500 series」と標記され、車両正面同様配色も変更されている。

内装
車内配色が従来の木目調のほか、白色も使用されている。床面は灰色に変更され、出入口部は1次車より青色のノンスリップタイプを使用していたが、7次車から注意喚起を示すため黄色に変更された。この他、出入口部関係では鴨居下部にドア開閉案内として赤色LEDを新設し開閉直前および開閉中は点滅する。座席部は緑系モケットの転換クロスシートに加え、新たに片持ちバケット式ロングシートを千鳥配置としており、着座定員確保や車内スペースの拡大を図っている。
優先座席部では座席のモケットを青色に塗り分け、優先座席標記はマタニティーマーク入りの新デザイン仕様に変更されている。
またJR四国で初めてLCD式の運賃表示器を採用し、従来車内案内表示器のあった場所に設置されている。ツーマン時は運賃表表示を省略し、次駅案内等のみを行っている。

　8次車
2014年（平成26年）1月、新たに2両が新潟トランシスから2両（1568・1569）が出場した。外観は3 - 6次車に準じているものの、内装は7次車とほぼ同一ではあるが袖仕切が関東で見られる大型のものに変更された。側面ロゴマークが省略されている。

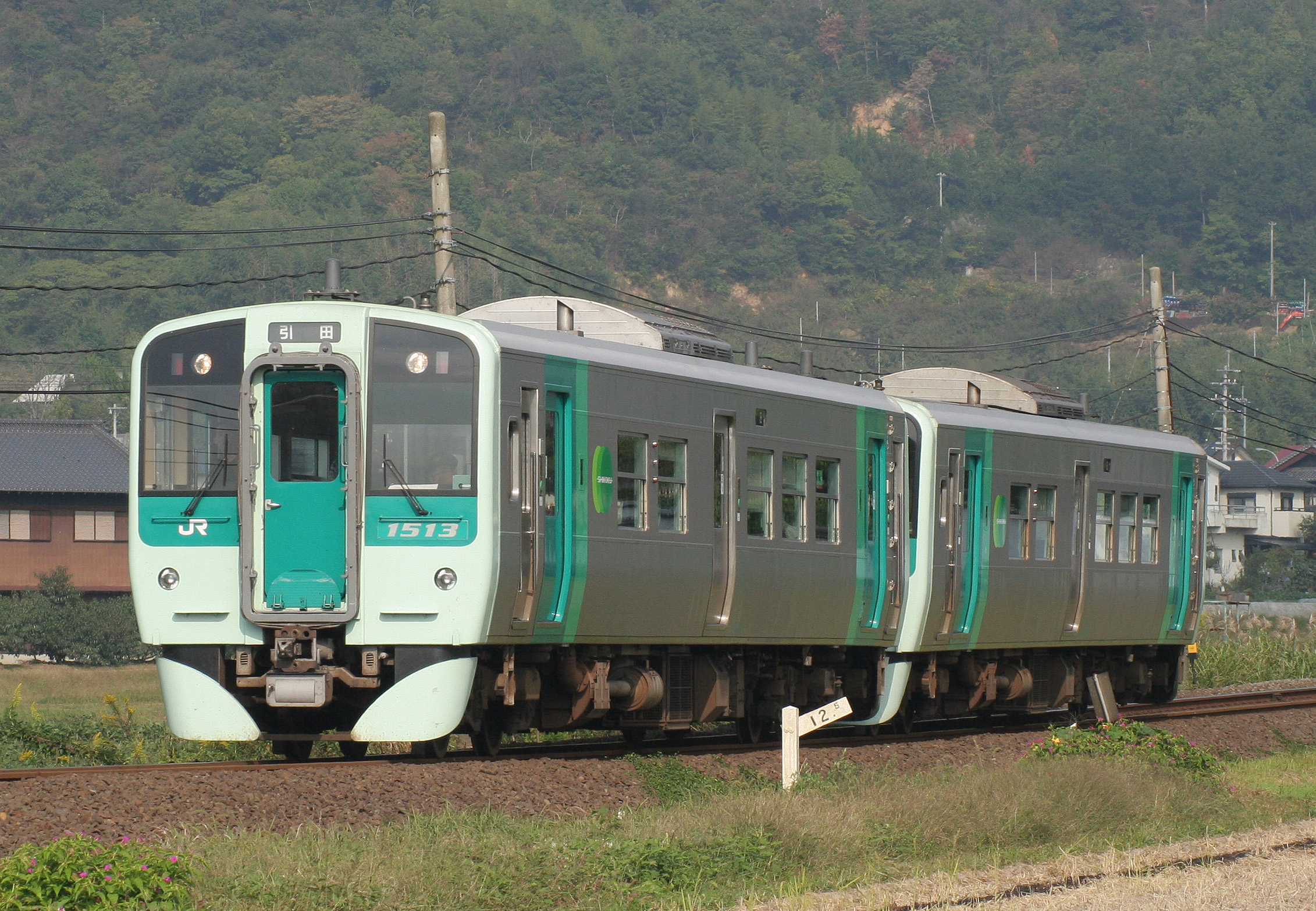
2次車1513（前側） （2008年10月18日 オレンジタウン駅 - 造田駅間）
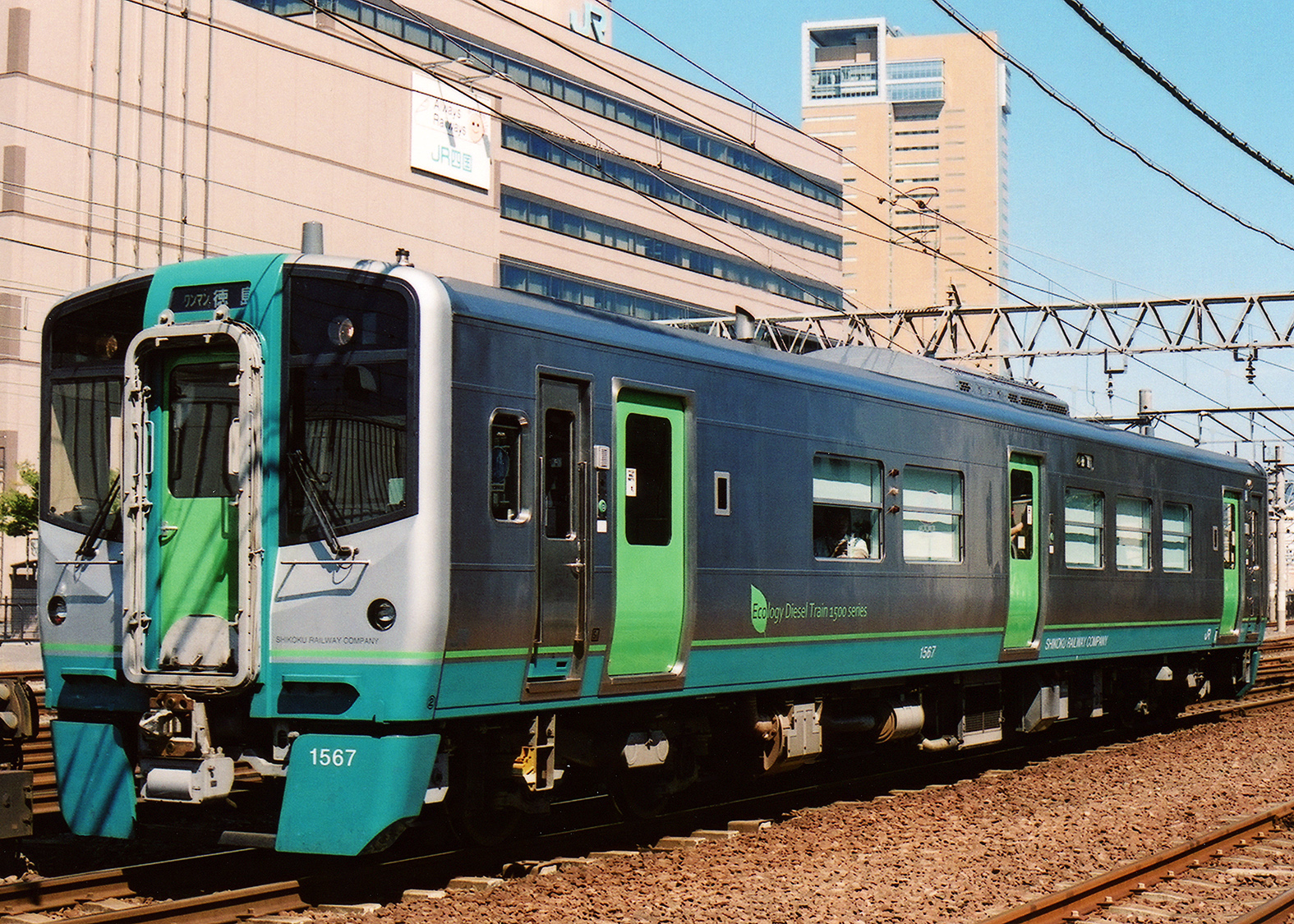
7次車1567 （2013年 高松駅付近）
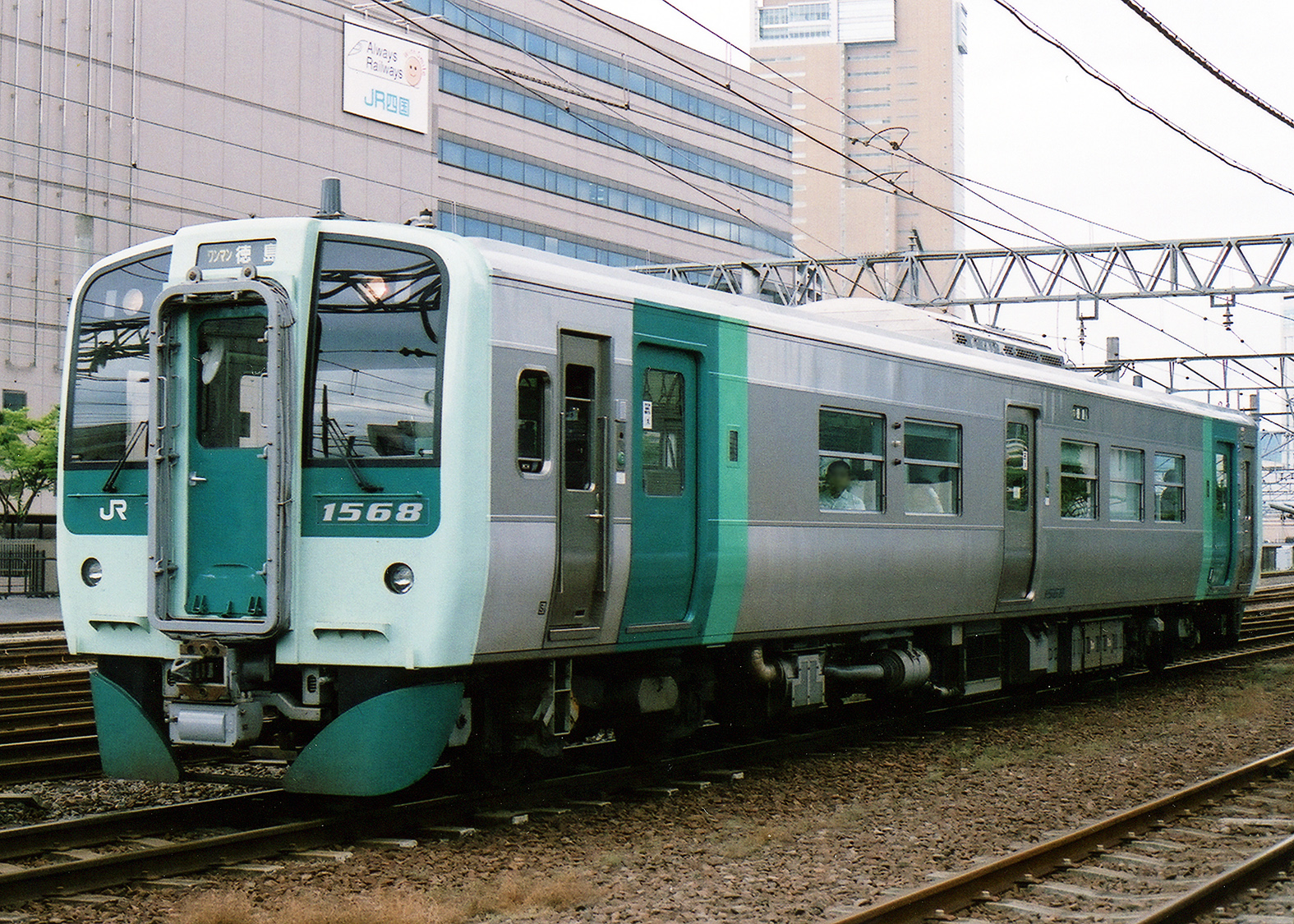
8次車1568（2014年5月 高松駅付近）
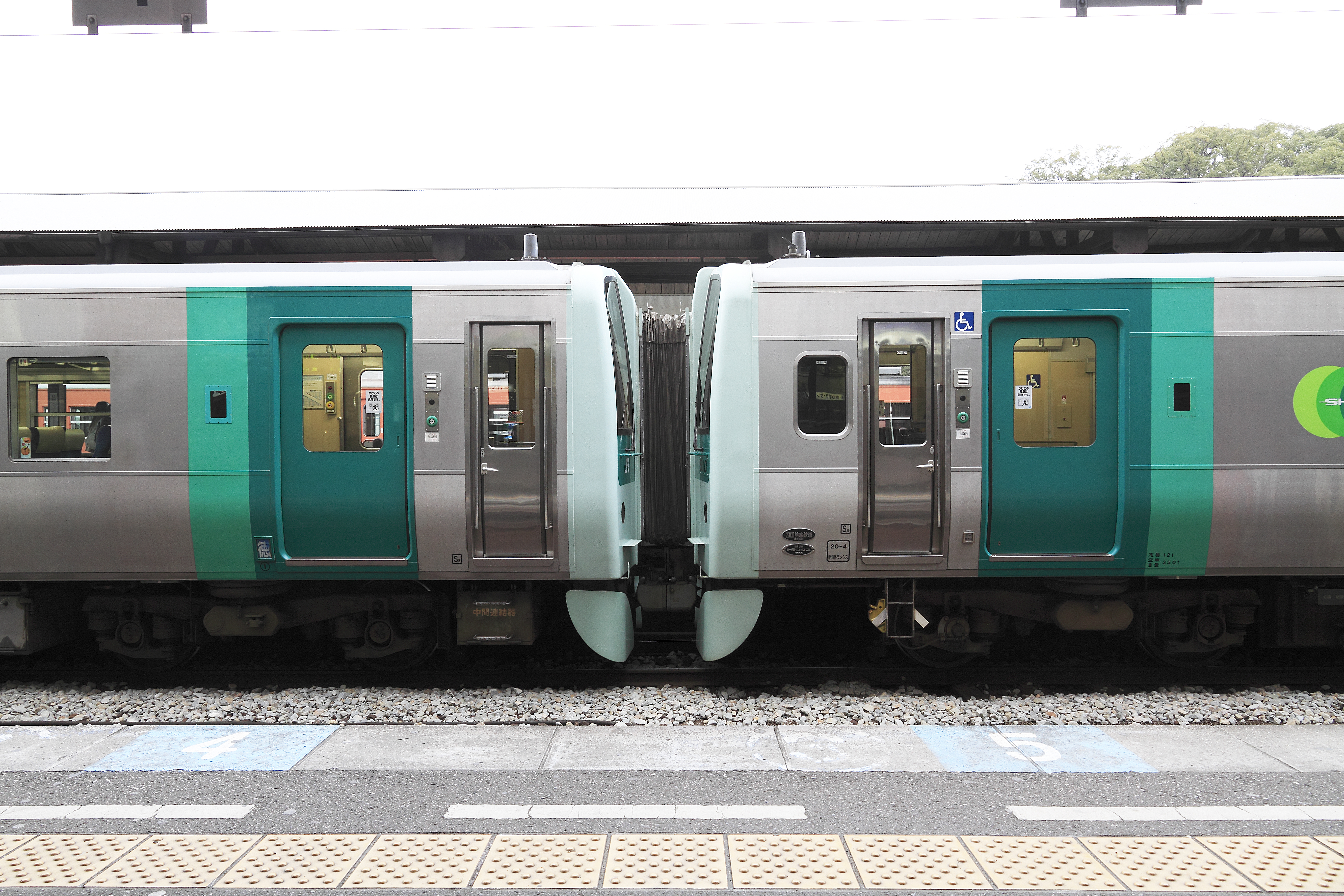
1次車1506（左）と2次車1510（右） 貫通扉上の形状が行先表示のない1次車と2次車で違っている （2012年1月15日 徳島駅）

## 車歴表
凡例
- 新潟：新潟トランシス
- 近車：近畿車輛

| 車両形式 | 製造区分 | 車両番号 | 製造 | 落成 （配置）       | 転属 （配置） | 除籍 （配置） | 備考            |
| -------- | -------- | -------- | ---- | ------------------- | ------------- | ------------- | --------------- |
| 1500形   | 1次車    | 1501     | 新潟 | 2006/06/01 （徳島） |               |               |                 |
| 1500形   | 1次車    | 1502     | 新潟 | 2006/06/01 （徳島） |               |               |                 |
| 1500形   | 1次車    | 1503     | 新潟 | 2006/06/01 （徳島） |               |               |                 |
| 1500形   | 1次車    | 1504     | 新潟 | 2006/06/01 （徳島） |               |               |                 |
| 1500形   | 1次車    | 1505     | 新潟 | 2006/06/01 （徳島） |               |               |                 |
| 1500形   | 1次車    | 1506     | 新潟 | 2006/06/01 （徳島） |               |               |                 |
| 1500形   | 1次車    | 1507     | 新潟 | 2006/06/01 （徳島） |               |               |                 |
| 1500形   | 1次車    | 1508     | 新潟 | 2006/06/01 （徳島） |               |               |                 |
| 1500形   | 2次車    | 1509     | 新潟 | 2008/04/06 （徳島） |               |               |                 |
| 1500形   | 2次車    | 1510     | 新潟 | 2008/04/06 （徳島） |               |               |                 |
| 1500形   | 2次車    | 1511     | 新潟 | 2008/04/06 （徳島） |               |               |                 |
| 1500形   | 2次車    | 1512     | 新潟 | 2008/04/06 （徳島） |               |               |                 |
| 1500形   | 2次車    | 1513     | 新潟 | 2008/04/06 （徳島） |               |               |                 |
| 1500形   | 2次車    | 1514     | 新潟 | 2008/04/06 （徳島） |               |               |                 |
| 1500形   | 2次車    | 1515     | 新潟 | 2008/04/06 （徳島） |               |               | 行先表示器LED化 |
| 1550形   | 3次車    | 1551     | 新潟 | 2009/01/26 （徳島） |               |               |                 |
| 1550形   | 4次車    | 1552     | 新潟 | 2010/01/16 （徳島） |               |               |                 |
| 1550形   | 4次車    | 1553     | 新潟 | 2010/01/16 （徳島） |               |               |                 |
| 1550形   | 4次車    | 1554     | 新潟 | 2010/01/16 （徳島） |               |               |                 |
| 1550形   | 4次車    | 1555     | 新潟 | 2010/01/16 （徳島） |               |               |                 |
| 1550形   | 4次車    | 1556     | 新潟 | 2010/01/16 （徳島） |               |               |                 |
| 1550形   | 4次車    | 1557     | 新潟 | 2010/01/16 （徳島） |               |               |                 |
| 1550形   | 5次車    | 1558     | 新潟 | 2011/01/15 （徳島） |               |               |                 |
| 1550形   | 5次車    | 1559     | 新潟 | 2011/01/15 （徳島） |               |               |                 |
| 1550形   | 5次車    | 1560     | 新潟 | 2011/01/15 （徳島） |               |               |                 |
| 1550形   | 5次車    | 1561     | 新潟 | 2011/01/15 （徳島） |               |               |                 |
| 1550形   | 5次車    | 1562     | 新潟 | 2011/01/15 （徳島） |               |               |                 |
| 1550形   | 5次車    | 1563     | 新潟 | 2011/01/15 （徳島） |               |               |                 |
| 1550形   | 6次車    | 1564     | 新潟 | 2012/01/14 （徳島） |               |               |                 |
| 1550形   | 6次車    | 1565     | 新潟 | 2012/01/14 （徳島） |               |               |                 |
| 1550形   | 7次車    | 1566     | 近車 | 2013/01/18 （徳島） |               |               |                 |
| 1550形   | 7次車    | 1567     | 近車 | 2013/01/18 （徳島） |               |               |                 |
| 1550形   | 8次車    | 1568     | 新潟 | 2014/02/01 （徳島） |               |               |                 |
| 1550形   | 8次車    | 1569     | 新潟 | 2014/02/01 （徳島） |               |               |                 |

## 運用の変遷
2006年（平成18年）5月25日から徳島線・高徳線・牟岐線で使用を開始した。
34両全車が徳島運転所に配置され、以下の区間で使用する。
- 高徳線：全線
- 徳島線：全線（佃駅 から土讃線阿波池田駅まで乗り入れ）
- 牟岐線：全線
- 鳴門線：全線

鳴門線には本格運用前に、臨時快速列車「鳴門きんときライナー」（徳島駅 - 鳴門駅間）に本形式を使用した事例がある。後の2010年（平成22年）度に、後述の牟岐線と同様に鳴門線のホームの嵩上げ工事が実施され、2011年（平成23年）3月12日より本形式の運用が開始された。
本形式の製作目的は、国鉄から引き継いだ旧型形式の淘汰であるが、直接の置き換えは本形式投入の玉突きで高知運転所に転配された1000形によってなされた。1次車投入時には同所のキハ58系の一部を、2次車投入時には高知運転所・松山運転所のキハ58系・キハ65形を淘汰している。2010年（平成22年）投入の4次車以降は、置換えの対象がキハ40形・キハ47形となっている。
牟岐線桑野駅以南では、当初はプラットホームが嵩上げされていなかったため運用はなかったが、嵩上げ工事が完了したため2010年（平成22年）3月13日改正にあわせて乗り入れが開始された。阿南駅 - 桑野駅間では2008年（平成20年）から使用されているが、当初は阿波橘駅のホームが嵩上げされていなかったため、通過していた。2009年（平成21年）3月14日から同駅にも停車するようになった。